# Danko Cvjetićanin
Danko Cvjetićanin (Zagabria, 16 ottobre 1963) è un ex cestista croato, fino al 1991 jugoslavo.

## Carriera
Con la Jugoslavia ha disputato i Campionati mondiali del 1986, i Campionati europei del 1987 e i Giochi olimpici di Seul 1988.
Con la Croazia ha disputato i Giochi olimpici di Barcellona 1992, i Campionati europei del 1993 e i Campionati mondiali del 1994.

## Palmarès
- YUBA liga: 1

Partizan Belgrado: 1980-81
- Coppa di Jugoslavia: 2

Cibona Zagabria: 1986, 1988
- Campionato croato: 1

Cibona Zagabria: 1992
- Coppa dei Campioni: 1

Cibona Zagabria: 1985-86
- Coppa delle Coppe: 1

Cibona Zagabria: 1986-87